# Trincomalee (district)
Trincomalee (Singalees: Trikuṇāmalaya; Tamil: Tirukŏṇamalai) is een district in de Oostelijke Provincie van Sri Lanka. Trincomalee heeft een oppervlakte van 2727 km² en telde in 2007 334.363 inwoners. De hoofdstad is de stad Trincomalee.
Centrale Provincie (Kandy · Matale · Nuwara Eliya) · Oostelijke Provincie (Ampara · Batticaloa · Trincomalee) · Noordelijke Centrale Provincie (Anuradhapura · Polonnaruwa) · Noordelijke Provincie (Jaffna · Kilinochchi · Mannar · Mullaitivu · Vavuniya) · Noordwestelijke Provincie (Kurunegala · Puttalam) · Sabaragamuwa (Kegalle · Ratnapura) · Uva (Badulla · Moneragala) · Westelijke Provincie (Colombo · Gampaha · Kalutara) · Zuidelijke Provincie (Galle · Hambantota · Matara)